# Albertina (Minas Gerais)
Albertina, amtlich Município de Albertina, ist eine Gemeinde und eine Kleinstadt im brasilianischen Bundesstaat Minas Gerais. Sie wurde als eigene Gemeinde am 30. Dezember 1962 gegründet und aus Jacutinga ausgegliedert, die Stadtwerdung erfolgte am 1. März 1963. 2021 hatte sie nach amtlicher Schätzung 3015 Einwohner (nach dem Zensus 2010: 2913 Einwohner).
Belo Horizonte, die Hauptstadt des Bundesstaates, liegt etwa 480 km nordöstlich, São Paulo etwa 200 km südlich und die brasilianische Hauptstadt Brasília etwa 900 km nördlich.
Zuständig für die Pfarreien in Albertina ist das Erzbistum Pouso Alegre.

## Geographie
Umliegende Gemeinden sind Andradas, Jacutinga und im Bundesstaat São Paulo die Gemeinden Espírito Santo do Pinhal und Santo Antônio do Jardim.
Das Biom ist Mata Atlântica. Die Gemeinde hat Flächenanteil an der Serra de Bebedouro. In dem Ort gibt es einen kleinen Binnensee.

### Klima
Die Gemeinde hat tropisches Höhenklima, Cwb nach der Klimaklassifikation nach Köppen und Geiger. Die Durchschnittstemperatur ist 18,7 °C. Die durchschnittliche Niederschlagsmenge liegt bei 1590 mm im Jahr.
|                   | Jan  | Feb  | Mär  | Apr  | Mai  | Jun  | Jul  | Aug  | Sep  | Okt  | Nov  | Dez  |   |      |
| Temperatur (°C)   | 21,0 | 21,2 | 20,7 | 19,1 | 16,8 | 15,3 | 14,9 | 16,8 | 18,5 | 19,5 | 20,3 | 20,8 | Ø | 18,7 |
| Niederschlag (mm) | 287  | 231  | 188  | 81   | 49   | 39   | 25   | 29   | 78   | 128  | 188  | 267  | Σ | 1590 |

## Geschichte
Der Ort und der gleichnamige Distrikt unterstanden zunächst Jacutinga. Durch das „Lei Estadual nº 2764“ vom 30. Dezember 1962 wurde der Ort ausgegliedert, die tatsächliche Emanzipation erfolgte am 1. März 1963.

## Kommunalverwaltung
Die Exekutive liegt bei dem Stadtpräfekten (Bürgermeister). Bei der Kommunalwahl 2016 wurde João Paulo Facanali de Oliveira des Partido Progressista (PP) zum Stadtpräfekten für die Amtszeit von 2017 bis 2020 gewählt. Bei der Kommunalwahl 2020 wurde Oliveira, diesmal für Podemos, für die Amtszeit von 2021 bis 2024 wiedergewählt.
Die Legislative liegt bei einem gewählten Stadtrat, den vereadores der Câmara Municipal.

## Bevölkerungsentwicklung
| Jahr | Einwohner | Stadt | Land  |
| --- | --------- | ----- | ----- |
| 1991 | 2.486     | 1.120 | 1.366 |
| 2000 | 2.841     | 1.745 | 1.096 |
| 2010 | 2.913     | 2.012 | 901   |
| 2021 | 3.015     | ?     | ?     |
| Hier fehlt eine Grafik, die leoder im Moment aus technischen Gründen nicht angezeigt werden kann. Wir arbeiten daran! |           |       |       |

## Durchschnittseinkommen und Lebensstandard
Das monatliche Durchschnittseinkommen betrug 2017 den Faktor 2,0 des brasilianischen Mindestlohns (Salário mínimo) von R$ 880,00 (Einkommen umgerechnet für 2019: rund 398 € monatlich). Der Index der menschlichen Entwicklung (HDI) ist mit 0,673 für 2010 als im Mittel liegend eingestuft.
2017 waren 379 Personen oder 12,4 % der Bevölkerung als fest im Arbeitsverhältnis stehend gemeldet, 24,9 % der Bevölkerung hatten 2010 ein Einkommen von der Hälfte des Minimallohns. Über 89 Familien erhielten im Oktober 2019 Unterstützung durch das Sozialprogramm Bolsa Família.
Das Bruttosozialprodukt pro Kopf betrug 2019 rund 15.732 R$, das Bruttosozialprodukt der Gemeinde belief sich 2019 auf 47.306,44 Tsd. R$.

## Analphabetenquote
Albertina hatte 1991 eine Analphabetenquote von 33,9 % (inklusive nicht abgeschlossener Grundschulbildung), die sich bei der Volkszählung 2010 bereits auf 14,8 % reduziert hatte. Rund 21,8 % der Bevölkerung waren 2010 Kinder und Jugendliche bis 15 Jahre.

## Ethnische Zusammensetzung
Ethnische Gruppen nach der statistischen Einteilung des IBGE (Stand 2000 mit 2841 Einwohnern, Stand 2010 mit 2913 Einwohnern):
| Gruppe      | Anteil 2000 | Anteil 2010 | Anmerkung                        |
| ----------- | ----------- | ----------- | -------------------------------- |
| Brancos     | 2.576       | ▼ 2.380     | Weiße, Nachfahren von Europäern  |
| Pardos      | 175         | ▲ 404       | Mischrassige, Mulatten, Mestizen |
| Pretos      | 81          | ▲ 121       | Schwarze                         |
| Amarelos    | 0           | ▲ 8         | Asiaten                          |
| Indígenas   | 0           | 0           | indigene Bevölkerung             |
| ohne Angabe | 9           | –           |                                  |

Quelle: SIDRA

## Verkehr
Der nächstgelegene Flugplatz ist westlich in Algreste bei Espírito Santo do Pinhal. Die Straßenanbindung erfolgt über die Landstraße MGC-146.